# 관악공동체라디오
사단법인 관악공동체라디오는 대한민국의 공동체라디오(소출력 FM 라디오) 방송국이다. 애칭은 관악FM이다.

## 방송국 개요
- 사단법인 관악공동체라디오(이하 관악FM)는 대한민국의 공동체라디오(소출력FM 라디오) 방송이다.
- 관악FM은 서울시 관악구를 방송권역으로 라디오 FM 100.3MHz 주파수를 통해 송출하고 있다.

- 법인명 : 사단법인 관악공동체라디오
- 명칭(채널명) : 관악FM
- 연주소 : 서울특별시 관악구 남부순환로 1811 신원메트로빌 지하1층 B01호
- 송신소 : 서울특별시 관악구 양녕로 31 두산아파트
- 주파수/출력 : FM 100.3㎒ / 3w
- 청취대상자: 서울특별시 관악구 일부지역 반경 5km 내 거주자와 상주자(약 53만명으로 추정)
- 방송시간: 아침 6시부터 다음날 새벽 6시까지 24시간 방송.
- 공동체라디오 기술연구소를 운영하고 있으며, 관련 기술연구를 통해 공동체라디오 방송사업자 24개사 중 14개 사를 기술 지원하고 있다. 2023년, 2024년 관악구의회 재난라디오연구회(구의원 민영진, 주순자, 이경관, 손숙희, 김연옥, 구자민)와 함께 일본 재난라디오 연구 및 국내 연구, 실험을 통해 국내 최초로 지방자치단체 중 DTMF, RDS기반의 긴급고지라디오를 도입하는 데에 기여.

## 연혁
- 2004년 9월 관악지역 10개 단체와 컨소시엄 구성
- 2005년 5월 16일 실용화시험국 허가 신청
- 2005년 6월 8일 주파수 100.3Mhz 배정
- 2005년 6월 13일 실용화 시험국 허가 결정
- 2005년 7월 18일 시험방송 시작
- 2005년 10월 10일 개국
- 2009년 8월 정식 사업자 허가
- 2025년 4월 관악구 긴급고지라디오(재난라디오) 지원 조례 제정 및 재난라디오 방송 사업

## 참고자료
- 관악FM 연혁